# حصن الحمام (دوعن)
'

تعديل مصدري - تعديل

حصن الحمام هي إحدى قرى عزلة صيف بمديرية دوعن التابعة لمحافظة حضرموت، بلغ تعداد سكانها 53 نسمة حسب تعداد اليمن لعام 2004.